# Primula ambita
Primula ambita är en viveväxtart som beskrevs av Isaac Bayley Balfour. Primula ambita ingår i släktet vivor, och familjen viveväxter. Inga underarter finns listade i Catalogue of Life.